# 凹吻蓝子鱼
凹吻蓝子鱼（学名：Siganus corallinus）,又稱凹吻臭肚魚，1835年法國動物學家Achille Valenciennes首次正式描述為 Amphacanthus Corallinus，模式產地為塞席爾群島和爪哇島，为輻鰭魚綱鱸形目刺尾魚亞目蓝子鱼科蓝子鱼属的鱼类。分布于印度洋的塞舌尔群岛到澳大利亚、北至日本南部以及西沙群岛海域等，深度3至30公尺。本魚體呈長橢圓形且側扁，眼睛前面有一個凹痕，下巴後面有一個凹痕，使鼻子明顯突出，尾鰭叉形，整體顏色為橙黃色，頭部、胸部和側面有藍色的小斑點，眼睛周圍有深色污點狀的斑點，幼魚的側面有細長的藍色垂直線，隨著成長，這些線會分解成斑點，背鰭硬棘13枚、背鰭軟條10枚、臀鰭硬棘7枚、臀鰭軟條9枚、脊椎骨13個，体长可达35公分，一般为20公分。多生活于热带沿岸以及岛屿的岩礁和珊瑚丛中，以藻類為食，可做為食用魚及觀賞魚，背鰭、臀鰭和胸鰭有毒棘。

## 扩展阅读
維基物種上的相關：凹吻蓝子鱼